# Сельское поселение Любучанское
Се́льское поселе́ние Любуча́нское — упразднённое муниципальное образование (сельское поселение) в Чеховском муниципальном районе Московской области.
Административный центр — село Троицкое.

## География
Сельское поселение Любучанское находится на севере Чеховского района Московской области. Граничит с сельскими поселениями Баранцевским и Стремиловским, городским поселением Столбовая; городским округом Подольск; городским округом Домодедово. Площадь территории сельского поселения составляет 14 876 га.

## История
Сельское поселение Любучанское образовано в ходе муниципальной реформы, в соответствии с Законом Московской области от 28.02.2005 года № 77/2005-ОЗ «О статусе и границах Чеховского муниципального района и вновь образованных в его составе муниципальных образований». В состав сельского поселения вошёл 31 населённый пункт упразднённой административно-территориальной единицы — Любучанского сельского округа.

## Население
| 2006    | 2007    | 2008    | 2009    | 2010    | 2011    |
| ------- | ------- | ------- | ------- | ------- | ------- |
| 15 167  | ↗15 261 | ↗15 303 | ↘15 283 | ↗24 426 | ↗24 676 |
| 2012    | 2013    | 2014    | 2015    | 2016    | 2017    |
| →24 676 | ↗25 018 | ↗25 212 | ↗25 404 | ↗25 496 | ↘25 386 |

## Состав сельского поселения
| №  | Населённый пункт | Тип населённого пункта       | Население |
| -- | ---------------- | ---------------------------- | --------- |
| 1  | Алачково         | деревня                      | ↗9770     |
| 2  | Антропово        | деревня                      | ↗84       |
| 3  | Берёзки          | посёлок                      | ↘297      |
| 4  | Ботвинино        | деревня                      | ↘4        |
| 5  | Гавриково        | деревня                      | ↗63       |
| 6  | Детково          | деревня                      | ↘38       |
| 7  | Детково          | посёлок станции              | ↗68       |
| 8  | Дмитровка        | деревня                      | ↘69       |
| 9  | Дубинино         | деревня                      | ↘8        |
| 10 | Змеёвка          | деревня                      | ↗92       |
| 11 | Зыкеево          | деревня                      | ↘12       |
| 12 | Ивачково         | деревня                      | ↘29       |
| 13 | Ивино            | деревня                      | ↗33       |
| 14 | Красные Холмы    | деревня                      | ↘16       |
| 15 | Леониха          | деревня                      | ↗5        |
| 16 | Любучаны         | деревня                      | ↘159      |
| 17 | Любучаны         | посёлок                      | ↗4748     |
| 18 | Масловка         | деревня                      | ↘30       |
| 19 | Мещерское        | деревня                      | ↗76       |
| 20 | Мещерское        | посёлок                      | ↗2853     |
| 21 | Молоди           | село                         | ↘676      |
| 22 | Никоново         | деревня                      | ↘13       |
| 23 | Песоченка        | посёлок                      | ↘664      |
| 24 | Поспелиха        | деревня                      | ↗4        |
| 25 | Прохорово        | деревня                      | ↘63       |
| 26 | Сидориха         | деревня                      | ↗15       |
| 27 | Талалихино       | село                         | ↘938      |
| 28 | Томарово         | деревня                      | ↗4        |
| 29 | Троицкое         | село, административный центр | ↗5349     |
| 30 | Углешня          | деревня                      | ↗49       |
| 31 | Шарапово         | деревня                      | ↗43       |